# NGC 931
NGC 931 je galaksija u zviježđu Trokut.

## Vanjske poveznice
- SEDS: NGC 931